# Вихляев, Пантелеймон Алексеевич
Пантелеймон Алексеевич Вихляев (27 января 1869 — 23 февраля 1928) — статистик-агроном народнического направления, эсер, товарищ министра и управляющий Министерством земледелия Временного правительства, член Всероссийского Учредительного собрания. Обладал обширными знаниями в области статистики крестьянского хозяйства и ярким популяризаторским талантом, автор учебников по статистике.

## Биография
Родился в Киржаче Владимирской губернии. Окончил Петровскую сельскохозяйственную академию, участник земского движения. По окончании курса в академии служил земским агрономом в Козлове в Тамбовской губернии. В 1895—1906 годах заведовал экономическо-статистическим отделом Тверской губернской земской управы, в 1907—1917 годах — состоял помощником заведующего, а потом заведовал статистическим отделом в Московской губернской земской управе. Под полицейским надзором с 1904, член партии. Выслан из Москвы.
Книгу Вихляева «Право на землю» читал Л. Н. Толстой, он говорил:

Никифоров дал мне книжку о земле и сказал: «Лучше Генри Джорджа». Но она — фантазия. Хочет единый налог и распределение земли по равным участкам. Как же поделить на равные участки? Некоторые крестьянские общества приобрели много земли, а другие мало.
1-28 февраля 1911 года принимал участие в Московском областном агрономическом съезде в Москве.
Печатал статьи в журналах: «Хозяин», «Сельское Хозяйство и Лесоводство», «Народное хозяйство», «Труды Императорского Вольного Экономического Общества» В 1901 году в приложении к «Хозяину» вышел сборник статей Вихляева, под заглавием «Очерки из русской сельскохозяйственной действительности». Из тверских земских изданий Вихляеву принадлежат 2-й выпуск XIII тома статистических сведений по Тверской губернии («Крестьянское хозяйство» — изящная текстовая разработка) и три доклада по экономическому отделу управы. В издании Московского земства по оценочной статистике (т. II, вып. 1, 1904) перу Вихляева принадлежат две главы, изобилующие интересными подробностями. В изданиях главного управления неокладных сборов помещены работы Вихляева по статистике косвенных налогов. Вихляев утверждал, что классового расслоения крестьянства не происходит, община не разлагается и с ней связано будущее российского крестьянства. Его идеи были использованы эсерами и трудовиками для разработки своих аграрных программ и земельных проектов, которые были внесены в I и II Государственные Думы. Современные историки называет его одним из «идеологов эсеров».
18 мая 1917 года на выборах Исполкома Всероссийского Совета крестьянских депутатов (Исполком ВСКД) его членом был избран в том числе П. А. Вихляев (770 голосами «за»), вместе с еще 24 эсерами и 5 трудовиками-энесами (больше голосов, чем Вихляев, набрали 6 членов Исполкома: В. М. Чернов (810), Е. К. Брешко-Брешковская (809), А. Ф. Керенский (804), Н. Д. Авксентьев (799), И. И. Бунаков (790), И. А. Рубанович (778) и В. Н. Фигнер (776).
В 1917 году — товарищ министра земледелия, а С 28 августа по 3 октября 1917 года — управляющий Министерством земледелия Временного правительства, член президиума Главного земельного комитета. Выступал в центральном органе партии эсеров газете «Дело народа» с разъяснением и обоснованием аграрной программы партии эсеров. Член Исполкома Всероссийского Совета крестьянских депутатов. В 1917 году избран в «Совет по переписи» от земской статистики, вместе с Н. Н. Черненковым, Н. И. Воробьевым, С. С. Жилкиным.
5—11 декабря 1917 участвовал в Петрограде в работе «Второго Всероссийского съезд Советов крестьянских депутатов, стоящих на защите Учредительного Собрания», который был организован депутатами 2-го Всероссийского съезда Советов КД, ушедшими с него 4 декабря. Выступил совместно с Черновым докладом по вопросу о земле.
Обязательный кандидат партии социалистов-революционеров в Учредительное Собрание. В ноябре 1917 году избран в члены Учредительного собрания в Вятском избирательном округе по списку № 3 (Совет крестьянских депутатов и эсеры). Вместе с В. М. Черновым, Н. Я. Быховским, С. Л. Масловым, Н. П. Огановским, Н. И. Ракитниковым и И. И. Фундаминским-Бунаковым входил в подкомиссию Учредительного собрания по выработке закона о земле. Участвовал в единственном заседании Учредительного Собрания 5 января 1918 года.
В 1918 работал в ЦСУ, статистическом отделе ВСНХ, занимал ряд ответственных должностей в различных статистических органах, преподавал в нескольких московских вузах, профессор.
- В 1919 — профессор экономического отделения МГУ[14].
- В 1921—1922 — председатель статистического отделения МГУ[14],
- В 1921—1925 — профессор кафедры теории и техники, статистики и экономической статистики факультета общественных наук МГУ[14].
- В 1925—1928 — профессор факультета советского права МГУ[14].

В 1918—1926 — член коллегии ЦСУ. В 1920 заведующий научно-учебным отделом ЦСУ. 20 октября 1920 года арестован ВЧК по подозрению в антисоветской деятельности. Освобождён после 23 октября 1920 по поручению Ленина после телефограммы управляющего ЦСУ П. И. Попова, изъявившего готовность взять Вихляева на поруки.
С 1920 по 1928 года первый заведующий кафедрой статистики Тимирязевской академии. Корреляционный анализ данных сельскохозяйственной переписи 1917—1920 годов, проводимый студентами под его руководством, распался на ряд самостоятельных тем, результаты исследований частично были опубликованы в Вестнике статистики за 1924 год.
В 1927/1928 году вместе с ещё 40 учёными входил в состав отдела теоретической экономики (теоретической секции) в Институте экономики РАНИОН, под руководством П. П. Маслова.

## Семья
- Первая жена —
  - Сын — Александр[18] (1904—?[19]). В ночь с 22 на 23 февраля 1922 арестован во время заседания бюро социал-демократической молодежи. В заключении по делу № 13789 от 21.4.1922 предлагалось как никакого отношения к собравшимся социал-демократам не имеющему и не причастному к делу из-под стражи освободить. Освобождён под подписку с обязательной явкой по первому вызову[5]. Работал в Тимирязевской академии, жил в Тамбовской области. Агроном[20]. Сотрудник «Трактороцентра»[21]. 21.12.1932 арестован. 11 марта 1933 года приговорён Коллегией ОГПУ по делу о «вредительской организации Конара — Вольфа — Коварского» по обвинению в контрреволюционной, шпионской и вредительской деятельности в сельском хозяйстве (ст. 58-6, 58-7, 58-11 УК РСФСР) к 10 годам лагерей. Срок отбывал в Норильлаге, прибыл 16.08.1939 с Соловков, освобождён 11.07.1943. После освобождения из лагеря был в ссылке в Сухобузимском районе Красноярского края[20]. Работал в совхозе «Таежный» начальником планового отдела[21], руководил работами по выведению новых сортов картофеля[20]. Дата смерти неизвестна.
  - Дочь — Наталия (29.09.1905—1993), ассистент, лаборант кафедры сельскохозяйственной статистики Тимирязевской академии, муж Георгий Георгиевич Кабанов был репрессирован, прошел войну, был ранен[18].
  - Сын — Евгений, работал в ЦСУ в Москве. Срок отбывал на Соловках, в Курейке, Норильске. После освобождения работал начальником[каким?] в совхозе Шушенский. В 1940—1950-х годах был в ссылке в Ильичёво Шушенского района Красноярского Края[20].
- Вторая жена — Зоя Александровна Прудникова[18]

## Труды
- Вихляев П. А. Рабочий скот в крестьянском хозяйстве — Санкт-Петербург, [1895]. — 41 с. Копия из «Сельское хозяйство и лесоводство» № 8. Типогр. В. Демакова.
- Вихляев П. А. Крестьянское хозяйство. // Сборник статистических сведений по Тверской губернии. Т. 13. Вып. 2. Тверь, 1897.
- Вихляев П. А. Очерки из русской сельскохозяйственной действительности. — Санкт-Петербург : журн. «Хозяин», [1902]. — IV, 172, [1] с.; 23. — (Книжки хозяина; № 21).
- «Московская губерния по местному обследованию 1898—1899 г.г.» составитель сборника П. А. Вихляев. М. 1903—1907.
- Вихляев П. А. Конституционно-демократическая партия и земельная реформа. Архивная копия от 18 июля 2019 на Wayback Machine — М. : тип. А. П. Поплавского, 1906. — 32 с.
- Вихляев П. А. Аграрный вопрос с правовой точки зрения. 1906
- Вихляев П. А. Право на землю. 1906
- Статистическое отделение. Т. IV : Земледельческое хозяйство и промыслы крестьянского населения, вып. II. Промыслы / сост. зав. стат. отд-нием Моск. Губерн. Зем. управы П. А. Вихляев, 1908. — 659, XXIII с.
- Вихляев П. А. Грамотность и заработки фабрично-заводских рабочих Московской губернии. 1912. 97 с.
- Вихляев П. А. Травосеяние и скотоводство : Исследование. Вып. 2; Статистическое отд. Моск. Губернской Земской Управы. Москва : Т-во «Печатня С. П. Яковлева», 1913
- Вихляев П. А. Травосеяние и скотоводство : Таблицы. Вып. 1 ; Статистическое отд. Моск. Губернской Земской Управы. Москва : Т-во «Печатня С. П. Яковлева», 1913
- Вихляев П. А. Влияние травосеяния на отдельные стороны крестьянского хозяйства / — Москва : Т-во «Печатня С. П. Яковлева», 1913. Вып.2 : Травосеяние и скотоводство. — 227 с.
- Вихляев П. А. Население и промыслы травопольного района. М. 1912.
- Вихляев П. А. Как уравнять пользование землей. Петроград, 1917. (Партия социалистов-революционеров. № 11)
- Вихляев П. А. Что дает трудовому народу декрет о земле. — Петроград : ЦК Партии социалистов-революционеров, 1917. — 15 с.
- Вихляев П. А. Краткое руководство по статистике народного образования. С приложением статьи Н. Я. Казимирова «Статистика внешкольного образования». Москва. Издание Статистического Отдела Народного Комиссариата по Просвещению. 1919. — 138 с.
- Вихляев П. А. Краткий курс текущей сельскохозяйственной статистики (1920).
- Вихляев П. А. Очерки теоретической статистики / 3-е изд., доп. Вступительная статья Н. Кондратьева. — М.: Новый агроном, 1928. — 301 с.

### Рекомендуемые источники
- Шайкин Владимир. Пантелеймон Алексеевич Вихляев и его семья. ч. 1. // Газета «Тимирязевка» № 3-4, 2014.
- Шайкин Владимир. Пантелеймон Алексеевич Вихляев и его семья. ч. 2. // Газета «Тимирязевка» № 5-6, март-апрель 2014.
- Виктор Чернов. П. А. Вихляев (некролог). // Революционная Россия. № 63-64, январь-февраль 1928. С. 31-32.